# Nicklas Bärkroth
Nicklas Bärkroth (Göteborg, 19 januari 1992) is een Zweedse voetbalspeler die als middenvelder speelt voor Djurgardens IF.

## Carrière
Bärkroth sloot zich aan bij IFK Göteborg in 2007, nadat hij voor de lokale club Balltorps gespeeld had.
Hij werd de jongste voetballer ooit die in de hoogste Zweedse voetballiga debuteerde; hij was 15 en een half jaar oud toen hij bij IFK Göteborg debuteerde tegen IF Brommapojkarna op 2 september 2007.
Hij behaalde met IFK Norrköping de landstitel van 2015. Hij speelde dat seizoen 18 wedstrijden, waarvan 15 in de basis voor zijn club.

## Clubstatistieken
| Seizoen | Club                | Competitie    | Wed. | Doelp. |
| ------- | ------------------- | ------------- | ---- | ------ |
| 2007    | IFK Göteborg        | Allsvenskan   | 1    | 0      |
| 2008    | IFK Göteborg        | Allsvenskan   | 2    | 0      |
| 2009    | IFK Göteborg        | Allsvenskan   | 23   | 2      |
| 2010    | IFK Göteborg        | Allsvenskan   | 16   | 1      |
| 2011    | IFK Göteborg        | Allsvenskan   | 10   | 1      |
| 2011    | → IF Brommapojkarna | Superettan    | 11   | 6      |
| 2012    | → União Leiria      | Primeira Liga | 10   | 0      |
| 2012    | IFK Göteborg        | Allsvenskan   | 3    | 0      |
| 2013    | IF Brommapojkarna   | Allsvenskan   | 23   | 2      |
| 2014    | IF Brommapojkarna   | Allsvenskan   | 28   | 1      |
| 2015    | IFK Norrköping      | Allsvenskan   | 18   | 0      |
| 2016    | IFK Norrköping      | Allsvenskan   | 22   | 4      |
| 2017    | IFK Norrköping      | Allsvenskan   | 13   | 2      |
| 2017/18 | Lech Poznan         | Ekstraklasa   | 19   | 0      |
| 2018    | Djurgardens IF      | Allsvenskan   | 14   | 0      |
| 2019    | Djurgardens IF      | Allsvenskan   | 19   | 3      |
| 2020    | Djurgardens IF      | Allsvenskan   | 5    | 1      |
| Totaal  | Totaal              | Totaal        | 237  | 23     |